# 奧黛麗·霍蘭德
奧黛麗·霍蘭德（英語：Audrey Hollander，1979年11月4日—），出生於路易維爾，是一名美國色情演員。

## 早年生活
霍蘭德在一個家教嚴厲的家庭中長大。她的首次性經驗是與一位女孩在啦啦隊訓練營時發生的。她是在芝加哥洛約拉大學畢業的基礎教育學士。
2000年1月1日，霍蘭德認識了未來的丈夫奧托·鮑威爾。當時，她與一些朋友正在佛羅里達州度假，並希望觀賞Phish的演唱會，與此同時奧托·鮑威爾則從紐約在雪、沙、雨、寒冷和紐約噴氣機落敗的情況下飛抵佛羅里達。「在位於南灘的轉角路邊咖啡店，這只不過是片刻的事情，但我們卻接吻了」。這是他們首次約會的情形，最初當奧托·鮑威爾邀約她的時候，她毫不猶豫馬上答應了。後來，他們在佛羅里達待了一週，之後她便搬到紐約與他居住。

## 生涯
當霍蘭德來到紐約後不久，他們在格林尼治村的酒吧消遣時，奧托·鮑威爾的一位朋友問他有沒有興趣拍色情片。她自己亦對此很感興趣。因此，他們在臥室內安裝靜態攝影機以用作拍攝他們的性愛場景，事後她會研究片段有什麼優劣之處。他們一起拍攝了300或400個場景，在這時候，她才正式進軍色情業界。她首次合作的是色情演員是愛德·波瓦斯。
截至2009年12月，霍蘭德演出超過294套電影，亦是奧托和奧黛麗毀滅世界（Otto and Audrey Destroy the World）系列電影的導演之一。2006年，她獲成人影帶新聞獎頒發年度最佳女演員。她與丈夫創立了他們的色情片製作公司，名叫Supercore，隸屬於馬赫2娛樂（Mach2 Entertainment）。她首次執導的色情片是馬赫2的電影《熱愛》（pASSionate LOVE）。2007年4月，她們兩夫婦同意將Supercore電影放上American Vice網站。
2007年7月，霍蘭德在訪問中稱：「在過去一年，所有肛交場景都是我自己親上陣，雙交亦然。」她形容自己是雙性戀。

## 獎項

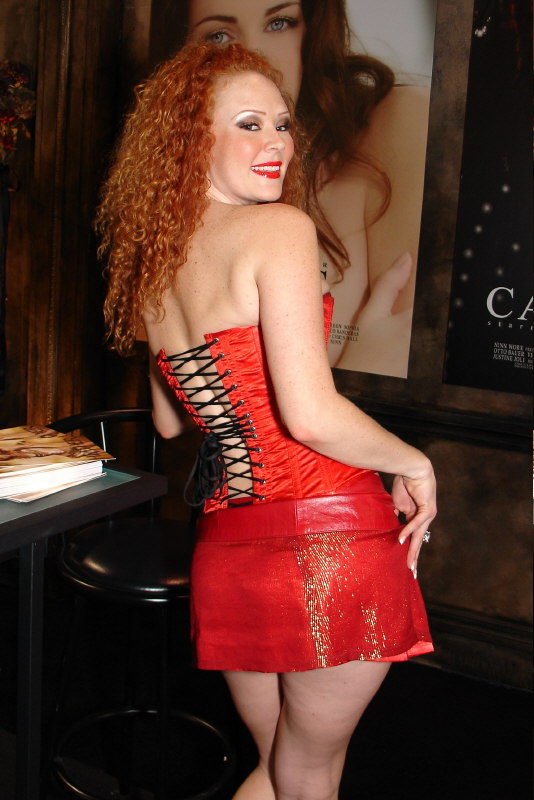
2007年的奧黛麗·霍蘭德

- 2005 成人影帶新聞獎 – 最佳全女性性交場景[7]
- 2005 XRCO獎（英语：XRCO Award） – 最佳女性[8]
- 2006 成人影帶新聞獎 – 年度最佳女演員[9]
- 2006 成人影帶新聞獎 – 最佳群體性交場景[10]
- 2006 成人影帶新聞獎 – 最佳肛交場景[10]
- 2008 成人影帶新聞獎 – 最令人吃驚的性交場景[11]

## 外部連結
- 官方网站
- 奧黛麗·霍蘭德的X（前Twitter）
- 奧黛麗·霍蘭德在互联网电影资料库（IMDb）上的資料（英文）
- 奧黛麗·霍蘭德在網際網路成人電影資料庫
- 成人電影資料庫上奧黛麗·霍蘭德的资料（英文）
- Interview at Xcitement Magazine.